# Big bang
För andra betydelser, se Big bang (olika betydelser).

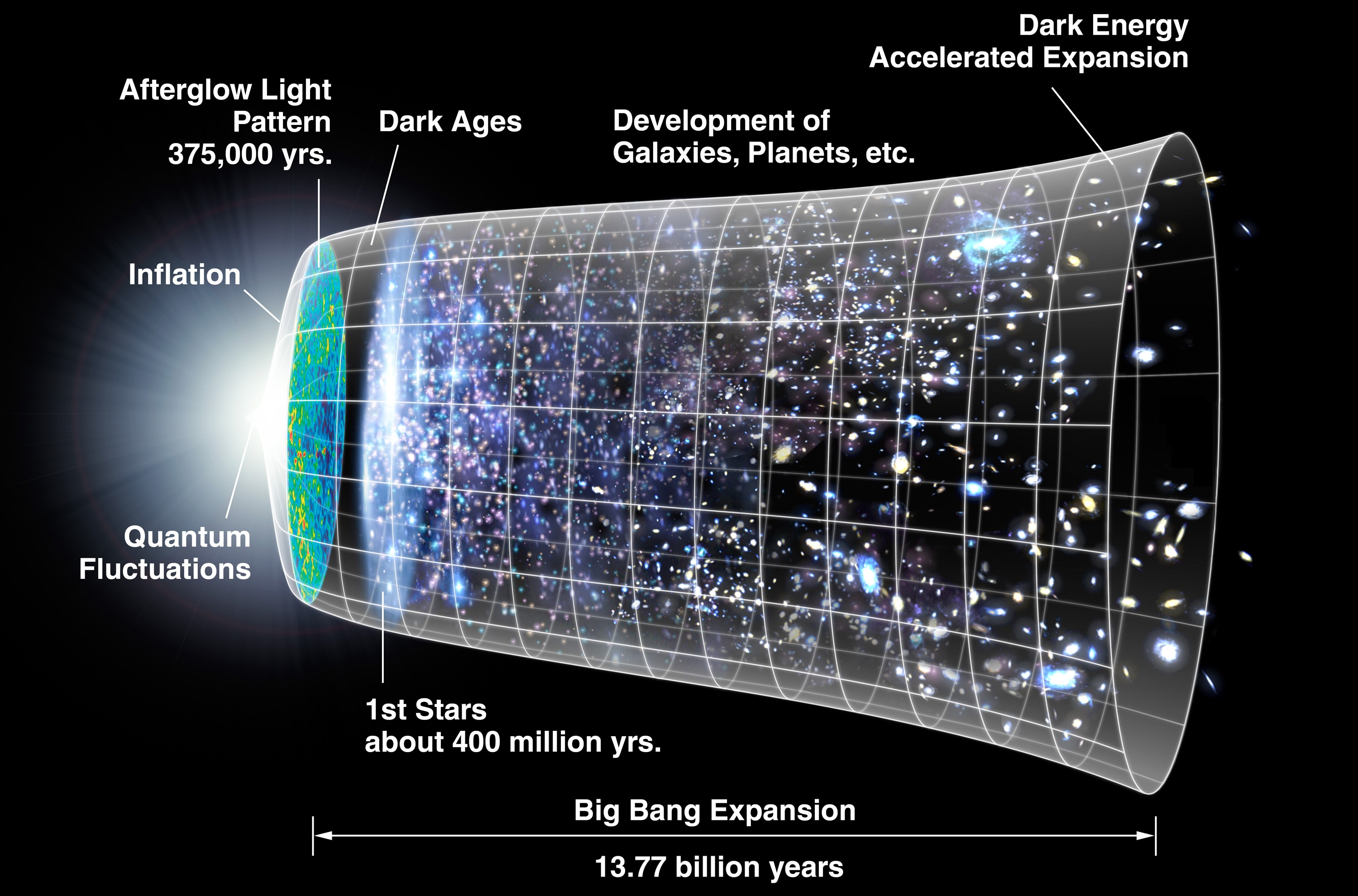
Illustration av hur universum expanderar enligt big bang-teorin.

Big bang (eller stora smällen) är den mest vedertagna kosmologiska teorin om universums tidiga utveckling. Teorin täcker tidsperioden sedan universum var mycket, mycket ungt och fram till idag. Universums utveckling tog sin början för cirka 13,8 miljarder år sedan, då rymden började expandera. Universum var då extremt tätt och varmt, och hela det observerbara universum var koncentrerat i en punkt. Rum, tid och materia uppkom alla vid big bang. Den snabba expansionen har resulterat i vårt nuvarande kalla och glesa universum, men det finns kvar värmevågor från big bang, som stora antenner kan fånga upp.
Termerna big bang och steady state myntades av astronomen Fred Hoyle under en radiointervju i BBC den 28 mars 1949, som ett kärnfullt sätt att karakterisera de båda dominerande kosmologiska teorierna vid den tiden. Den populära versionen är att Hoyle, som själv förespråkade steady state-teorin, använde uttrycket i nedsättande betydelse. Det förnekade Hoyle senare uttryckligen och menade att uttrycket myntades för att belysa den största skillnaden mellan de två teorierna.
Termen big bang i sig är dock något missvisande då det inte handlar om en explosion av materia i en tom rymd utan istället om en expansion av rummet som materian befinner sig i. Grunden till big bang-teorin lades redan 1922 av den ryske och sovjetiske matematikern Aleksandr Fridman och oberoende 1927 av den romersk-katolske prästen och astronomen Georges Lemaître (1894–1966). Fridman var den förste som upptäckte att det fanns lösningar till Albert Einsteins allmänna relativitetsteori där universum inte var statiskt utan kunde utvidgas eller krympa. Einstein hade infört den kosmologiska konstanten i sina fältekvationer för att kunna ha ett statiskt universum, och avfärdade i början Fridmans ekvationer som ofysikaliska. Införandet av den kosmologiska konstanten var något som Einstein ångrade senare. Man får se det som en ovilja att lämna tanken av ett statiskt universum till en början. Lemaître återupptäckte dessa lösningar fem år senare och var den som drog slutsatsen att om universum expanderar måste det ha haft en början.
Det finns inte mycket kunskap om hur det allra tidigaste skedet av expansionen har gått till. I princip förutsäger den traditionella big bang-teorin att universum uppstår ur en singularitet vid tiden 0, men den allmänna relativitetsteorin är inte tillförlitlig när universum är yngre än planck-tiden, utan den måste då ersättas av kvantgravitation, för vilken det ännu inte finns någon allmänt accepterad teori. Singulariteten vid big bang är också ovanlig så till vida att den direkt påverkar universum vid senare tidpunkter och därmed i princip är observerbar, medan den singularitet som finns i centrum av ett svart hål döljs för oss av en händelsehorisont, och därmed inte är observerbar. Därför täcker inte big bang detta allra tidigaste skede eller ursprungstillståndets precisa karaktär. Istället beskriver den hur universum utvecklats efter en viss tidpunkt, vilken ofta tas som slutet av inflationsfasen, men andra möjligheter har också diskuterats. En sådan möjlighet är att vårt universum skulle kunna uppstå när en stjärna kollapsar till ett svart hål i ett universum med fyra rumsdimensioner. På så sätt kan man komma undan att universum uppstår ur en observerbar singularitet, och istället får man en singularitet som döljs av det svarta hålets händelsehorisont. En intressant konsekvens av en sådan modell är att den eliminerar behovet av att införa mörk energi för att förklara varför universums expansion accelererar, för att inflytandet av en extra rumsdimension på gravitationen ger en likartad effekt på universums expansion som den mörka energin.

## Universums uppkomst genom big bang
Big bang-teorin utgår från den kosmologiska principen att universum är homogent och isotropt, det vill säga att oberoende av var man är i universum och åt vilket håll man tittar så ser det likadant ut. Denna princip leder till att rumtidsgeometrin för universum ges av Friedmann-Lemaître-Robertson-Walker-metriken:
{\displaystyle {\mbox{d}}s^{2}=-c^{2}{\mbox{d}}t^{2}+a^{2}\left(t\right)\left[{\frac {{\mbox{d}}r^{2}}{1-kr^{2}}}+r^{2}\left({\mbox{d}}\theta ^{2}+\sin ^{2}\theta {\mbox{d}}\phi ^{2}\right)\right]}
där a(t) är en skalfaktor och k beskriver universums krökning. Genom att skala om den radiella koordinaten r räcker det med att ge k värdena +1, 0, -1. Fallet k = 0 svarar mot ett platt universum, medan k = 1 svarar mot ett sfäriskt, slutet universum och k = -1 svarar mot ett hyperboliskt, öppet universum. Friedmann-Lemaître-Robertson-Walkermetriken är en s.k. exakt lösning av Einsteins fältekvationer inom den allmänna relativitetsteorin.

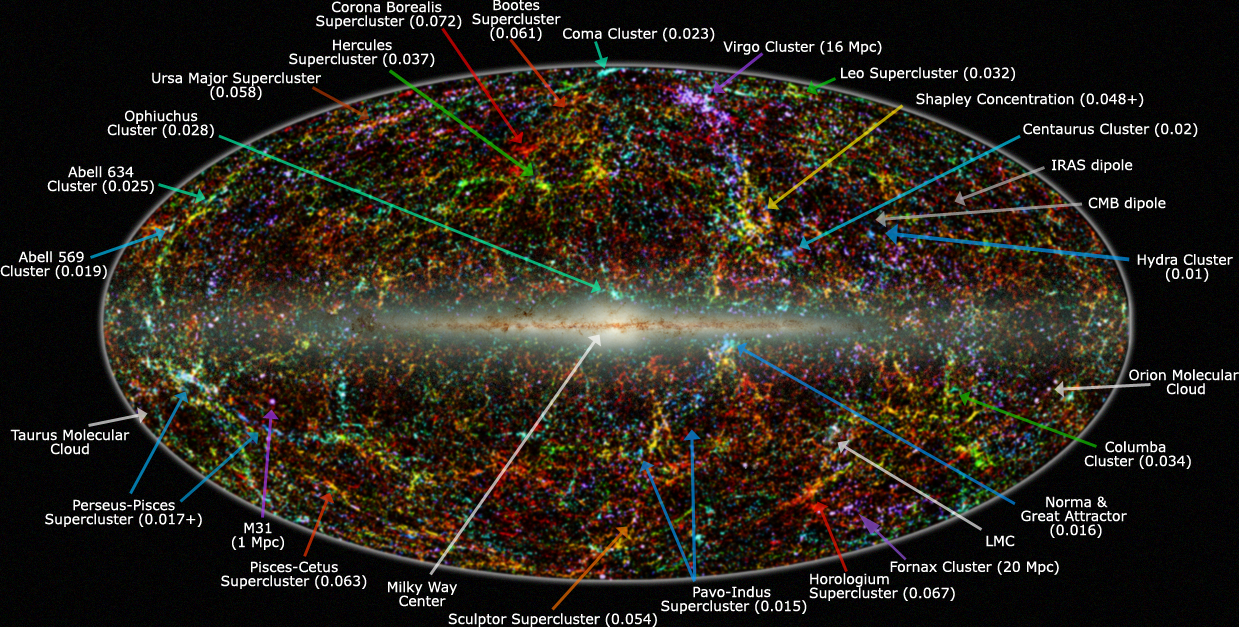
Panoramisk bild över hela när-infrarödhimlen, tagen från Hubbleteleskopet. Fotografiet visar fördelningen av galaxer bortom Vintergatan.

Det är viktigt att notera att big bang inte är en explosion i den vanliga meningen att vi från början har haft en samling av materia som legat stilla i ett i övrigt tomt universum, och att denna materia sedan kastats ut i det omgivande tomrummet. Ett sådant scenario är inte förenligt med den kosmologiska principen som säger att universum ser likadant ut överallt. Big bang är i stället en expansion, där avståndet mellan två godtyckliga partiklar, vilka kan vara två atomer eller två galaxer, eller någonting annat, ökar med tiden genom att själva rummet växer på grund av att skalfaktorn a(t) växer med tiden. Omvänt om vi följer universums utveckling baklänges ser vi att avstånden mellan partiklarna blir mindre, universum var alltså tätare tidigare. Big bang betyder inte att allting i universum expanderar. Små föremål som människor, bilar och asteroider expanderar inte, eftersom de hålls samman av starka kemiska bindningar. Vårt solsystem och vår galax expanderar inte eftersom gravitationen lokalt är tillräckligt stark för att hindra också dessa från att expandera. Det är först när vi kommer ut till längdskalor som är större än en galaxhop som vi kan se universums expansion.
Om vi följer universums utveckling baklänges ser vi att det fanns en tidpunkt vid vilken avståndet mellan alla partiklar i universum var 0. Alltså blev universums täthet oändligt stor vid denna tidpunkt. Detta är en singularitet, och detta ögonblick brukar oftast identifieras som universums skapelse. Man kan visa från den allmänna relativitetsteorin att universums rumtid bör innehålla en sådan singularitet, men Stephen Hawking har visat att kvantmekaniska effekter gör det möjligt att universum uppstod utan någon singularitet i det första ögonblicket. Istället skulle rumtiden bildat en slags avrundad geometri, ungefär på samma sätt som man inte finner någon spets på jordytan när man åker till nordpolen. Då rummet och tiden (rumtiden) uppkom i och med big bang är frågor som "vad expanderar universum i?" eller "vad finns utanför universum?" meningslösa, då rumsliga begrepp, enligt teorin, inte finns någon annanstans än i universum. Det finns inga utrymmen utanför universum. Också tidsbegreppet "före big bang", är av samma anledning meningslöst.
Det är inte bara tätheten som var oändligt hög från början utan detsamma gäller för universums temperatur. I det tidiga universum var temperaturen så hög att materien var uppdelad i de mest fundamentala elementarpartiklar som finns, det vill säga kvarkar och leptoner. Ungefär 0,1 ms efter universums uppkomst hade temperaturen sjunkit så mycket att kvarkarna kunde slå sig samman till protoner och neutroner. Genom att neutronen är något tyngre än protonen, så bildas det fem protoner per neutron. När universum sedan är ungefär en sekund gammalt har temperaturen blivit så låg att protonerna och neutronerna kan gå samman och bilda atomkärnor. Denna kosmiska nukleosyntes håller på i några minuter. Under tiden sönderfaller också några av neutronerna till protoner, så att effektivt sett går det 8 protoner per varje neutron. De flesta neutronerna och protonerna bildar tillsammans helium-4 atomkärnor, och de överblivna protonerna blir väte, men det uppstår också små mängder deuterium, helium-3 och litium-7.
Universum fortsätter att expandera och kylas av. Efter 350 000 år har temperaturen sjunkit till 3 000 grader. Då rör sig elektronerna så långsamt att de kan fångas in av atomkärnorna och tillsammans bildar de atomer. Innan detta skedde så blockerade de fria elektronerna fotonernas rörelse, så att de endast kunde röra sig en kort sträcka innan de spreds mot en elektron, men när elektronerna binds i atomerna blir universum genomskinligt för fotonerna, och de kan röra sig fritt genom universum. Idag ser vi denna elektromagnetiska strålning som en kosmisk bakgrundsstrålning i mikrovågsområdet. Universum gick sedan in i den så kallade mörka tidsåldern.
Den neutrala vätgas som nu bildas är bra på att absorbera ultraviolett strålning. Om den fanns kvar idag skulle vi kunna se den som absorption av det ultravioletta ljuset från andra galaxer och kvasarer, men en sådan absorption finns inte. Det betyder att gasen måste ha blivit joniserad igen, en händelse som kallas för rejonisationen. Under den mörka tidsåldern började den atomära gasen att falla in mot de förtätningar som redan hade bildats i den mörka materien. I denna gasen skulle det sedan kunna bildas stjärnor genom att mindre fragment av gasen drar ihop sig och kollapsar, men bildningen av de första stjärnorna skiljer sig från senare generationer av stjärnor. För att stjärnbildningen ska fungera är det viktigt att gasen kan stråla ut mycket av den värme som bildas under sammandragningen. I våra dagar sker detta genom att molekyler såsom CO sänder ut strålning, men i det tidiga universum finns det bara väte och litium som kan bilda molekyler, men vätgasmolekylen är mycket sämre på att kyla ned gasen och litiumhydrid är mycket ovanlig. Därför går det bara att bilda mycket tunga stjärnor med starka gravitationsfält. Dessa första stjärnor vägde förmodligen några hundra gånger mer än solen. Dessa stjärnor var då mycket heta och ljusstarka och sänder ut stora mängder ultraviolett strålning, som kan jonisera vätgasen igen. En annan möjlig källa till joniserande strålning är massiva svarta hål. Dessa hål drar till sig gas från sin omgivning och medan denna gas faller ned mot det svarta hålet värms den upp och sänder ut ultraviolett strålning, men förmodligen var de svarta hålen mindre viktiga eftersom de första galaxerna var relativt små och därmed hade mindre svarta hål. Rejonisationen började bara några hundra miljoner år efter big bang enligt mätningar av polarisationen av mikrovågsbakgrunden och en miljard år efter big bang hade praktiskt taget hela gasen mellan stjärnorna blivit joniserad och universum var genomskinligt. Genom sin höga massa var de första stjärnorna också mycket kortlivade och varje stjärna exploderade efter endast några miljoner år som en supernova. Under denna explosion bildades det tyngre grundämnen så att gasen steg för steg berikades med tyngre grundämnen. Därigenom kan vi idag i vårt lokala universum inte hitta några av de första stjärnorna längre, utan till och med de äldsta stjärnorna i dagens universum innehåller små mängder av tyngre grundämnen och har alltså inte bildats direkt från den ursprungliga gasen.

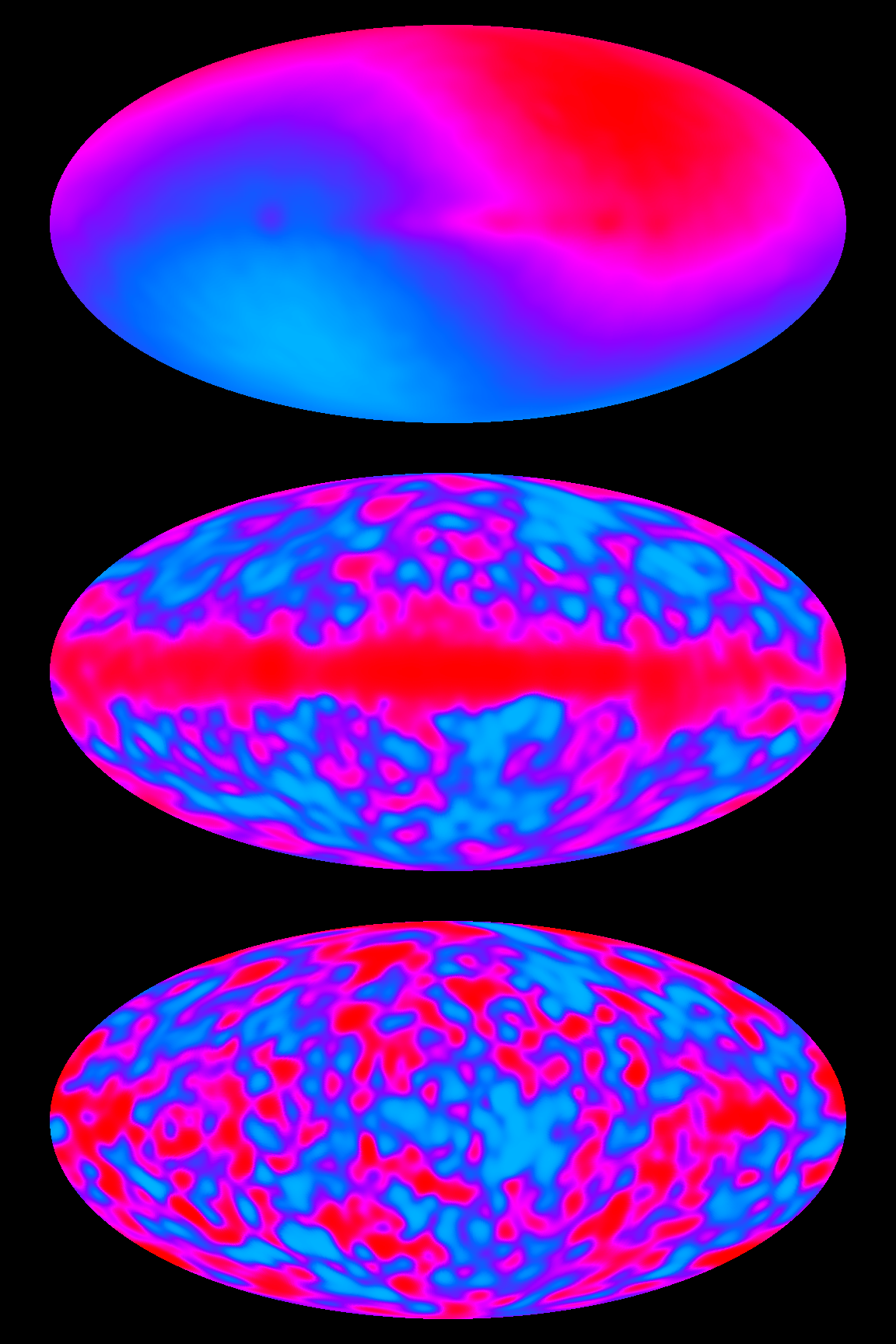
Den kosmiska bakgrundsstrålningen är ett av bevisen för att big bang-teorin är riktig. Den översta bilden visar rödskift i bakgrundsstrålningen på grund av jordens rörelse i universum. I mittenbilden syns Vintergatans strålning som ett bälte över bilden. På den nedre bilden har man kompenserat för Vintergatans strålning.

### Universums expansion och ålder
Den första som mätte universums expansionshastighet var Edwin Hubble. I slutet av 1920-talet hade han konstaterat inte bara att ljuset från de flesta galaxerna är rödförskjutet, vilket Vesto Slipher redan hade sett på 1910-talet, utan också att rödförskjutningen växer med avståndet till galaxen. Om man tolkar rödförskjutningen som en Dopplereffekt, så att galaxen rör sig bort från oss med en hastighet v, så beskrivs sambandet mellan dess hastighet och avståndet r till oss av Hubbles lag:
{\displaystyle v=H_{0}r}
där H0 är Hubbles konstant. Teoretiskt kan vi uttrycka Hubbles konstant med hjälp av skalfaktorn a. Hubbles konstant är det nuvarande värdet på a′/a. Egentligen är den kosmiska rödförskjutningen inte en Dopplereffekt utan den beror på att medan ljusvågen färdas från avlägsen galax till oss kommer vågens våglängd att expandera precis som allt annat i universum. Studier av cepheider i andra galaxer ger oss idag att Hubbles konstant är 74 km/s/Mpc.
Om universum expanderade med en konstant hastighet så skulle universums ålder vara 1/H0, men universums expansionshastighet påverkas av gravitationen från all materia och energi i universum. Detta kan vi se på två sätt. För det första bestämmer den totala energidensiteten i universum dess krökning. Om energidensiteten överstiger den kritiska densiteten, som uttryckt i massenheter är ungefär 10-26 kg/m³, så kommer universum ha en positiv krökning (k = 1) och det är sfäriskt, slutet. Omvänt om densiteten underskrider denna kritiska densitet, så är universum hyperboliskt, öppet. Den andra effekten är att genom gravitationen kommer expansionshastigheten att förändras med tiden. Det mest naturliga vore att universums expansion långsamt avtar men 1998 upptäckte två grupper, The Supernova Cosmology Project, som leddes av Saul Perlmutter, och The High-z Supernova Search Team, som leddes av Brian Schmidt och Adam Riess, genom att mäta ljusstyrkan hos avlägsna typ Ia supernovor oberoende av varandra att universums expansion tvärtom accelererar. Denna acceleration förklaras bäst av att universum till största delen består av en okänd form av mörk energi, vilken har den speciella egenskapen att den har ett starkt negativt tryck.
De bästa mätningar av universums ålder som finns idag är de som kommer från ESAs Planck-projekt, och NASAs WMAP-projekt, vilka observerar olika aspekter av den kosmiska bakgrundsstrålningen. Mätningarna ger att universums ålder är 13,799 ± 0,038 miljarder år respektive 13,772 ± 0,059 miljarder år. Detta ligger i linje med andra uppskattningar baserade på direkta mätningar av Hubbles konstant och bestämningar från studier av supernovor av typ Ia hur universums expansion accelererar.

## Observationer som stödjer big bang
Den kosmologiska standardmodellen som numera kallas Lambda-CDM-modellen ger en mycket exakt beskrivning av en stor mängd kosmologiska observationer och experiment. Det tidigaste stödet kom genom Edwin Hubbles observationer under 1920-talet som visade att nästan alla galaxer avlägsnar sig från oss, och ju längre bort de är, desto snabbare avlägsnar de sig. Hubble publicerade 1929 Hubbles lag som säger att avlägsna galaxers hastighet bort från oss är proportionell mot deras avstånd från oss, och drog slutsatsen att universum expanderar. På grund av universums expansion sker en rödförskjutning av avlägsna galaxers spektra, som kan användas för att avståndsbestämma dem. (Denna rödförskjutning ska inte förväxlas med Dopplereffekten.) Hubbles observationer av universums expansion stödjer big bang-modellen, men de kan också förklaras av steady state-teorin. Dock så kräver steady state att universum alltid har varit likadant, medan big bang förutsätter att universum har utvecklats. Det sistnämnda stämmer mycket bättre med observationer av att till exempel kvasarer var mycket vanligare när universum var yngre än de är idag.
Ett starkare stöd för teorin kom genom Arno Penzias och Robert Wilsons upptäckt år 1964 av den så kallade kosmiska bakgrundstrålningen, som förutsagts av Gamow, Alpher, och Herman redan 1948, och sedan oberoende av Dicke och Peebles 1964. Big bang-teorin leder till en nästan homogen kosmisk bakgrundsstrålning, vars spektrum är det för strålning från en svart kropp med en temperatur på 2,7 K. Teorin säger också att det ska förekomma mycket små fluktuationer i strålningens temperatur, vilka har sitt ursprung i kvantfluktuationer i densiteten i det tidiga universum. Relativt nya mätningar av fluktuationer i bakgrundsstrålningen, som utförts av satellitexperimenten COBE och WMAP, har bekräftat denna förutsägelse i detalj.
Det tredje klassiska stödet för big bang är de relativa förekomsterna av lätta grundämnen i universum. I det mycket tidiga och mycket varma universum kunde väteatomers kärnor slås samman till heliumkärnor och i någon mån litiumkärnor, men de processerna avstannade när universum svalnat. Teorin för big bang nukleosyntes förutspår att vanlig materia skulle till 77 % vara väte och till ungefär 23 % helium, med spår av litium (övriga tyngre grundämnen har tillkommit senare, inuti stjärnor). Detta stämmer väl med observationer.
Förutom dessa tre grundpelare finns flera andra belägg.

## Särdrag och problem
Även om forskarvärlden i dag, på grund av den överväldigande överensstämmelsen mellan observationer och experiment, har accepterat big bang framför andra kosmologiska modeller, var det vetenskapliga samfundet en gång uppdelat mellan förespråkare för big bang och framförallt steady state-teorin. Dessa alternativa modeller har idag uteslutits framför allt på grund av observationen och noggranna mätningar av den kosmiska bakgrundsstrålningen.
För att kunna jämföra och granska livskraften hos nya kosmologiska hypoteser utformades redan på 1930-talet ett halvdussin olika klassiska test, varav Tolman Surface Brightness Test är ett exempel.
För big bang har det, sedan teorin först tog form, framhållits olika svårigheter för denna, som horisontproblemet, flathetsproblemet, förekomsten av magnetiska monopoler och antimateria, klotformiga stjärnhopars ålder, och på senare år mörk materia och mörk energi. En del av dessa problem har lösts, antingen genom bättre observationer eller modifikationer av teorin, och är intressanta främst ur historisk synvinkel. Ett exempel på detta är de klotformiga stjärnhoparna, vilka med bättre förståelse av stjärnornas fysik visade sig vara yngre än man trott. Andra är aktiva forskningsfält, som till exempel asymmetrin mellan materia och antimateria.

## Inflation
En ren big bang-modell förklarar inte varför universum är så likformigt i alla riktningar, horisontproblemet, och varför rymdens krökning är så nära noll samt flathetsproblemet. Detta kan dock förklaras om expansionen under big bang  i ett initialt skede varit extremt snabb.
Hypotesen att expansionen vid big bang i en fas varit mycket snabb kallas inflationsteorin och föreslogs 1980 av Alan Guth som en lösning till horisontproblemet och flathetsproblemet. Teorin har sedan dess förfinats och det finns flera olika varianter. Principen är att universum initialt under någon bråkdels sekund efter big bang expanderade oerhört snabbt - storleken beräknas ha ökat ungefär 1028 gånger.
Resultaten från WMAP överensstämmer med de enklare inflationsmodellerna. Den kosmologiska standardmodellen, Lambda-CDM-modellen är den senaste versionen av big bang-kosmologin och inkluderar inflation. Den är en väl testad vetenskaplig teori som är allmänt accepterad inom vetenskapssamfundet, eftersom den ger den mest korrekta och fullständiga förklaringen till alla de fenomen som astronomer observerar. 
I mars 2014 offentliggjorde ett amerikanskt forskarlag ett lyckat test av inflationsteorin genom att i mikrovågsbakgrundens polarisation leta efter signaler från de gravitationsvågor som genererades under big bang (för en populär beskrivning se ). Observationer med teleskopet BICEP2 vid sydpolen visade mönster i den polariserade strålningen vars egenskaper stämmer väl överens med det man väntar sig av gravitationsvågor som uppstod under inflationen, men som är i konflikt med förväntningarna från den ekpyrotiska modellen, som baseras på strängteorin. Dessa resultat har senare (2015) visat sig vara felaktiga och den cirkulärpolarisation som BICEP2 har mätt upp kommer från kosmiskt damm.

## Inte en utan flera?
En vanlig variant på big bang-teorin är att universum pulserar och genomgår upprepade big bangs varvid materien i universum praktiskt taget nyskapas med jämna mellanrum. Dessa modeller brukar kallas cykliska universa och förespråkas av bland andra Fridman, Gamow och Dicke. Andra forskare menar att teorierna om cykliska universa är behäftade med alltför många problem för att vara sannolika. Ett problem är att förklara varför Universum utvidgas allt snabbare. Om universum en gång kommer att dras ihop till en ny big bang borde utvidgningen minska efterhand för att till sist avta helt.
Den ekpyrotiska modellen, utvecklad av Neil Turok och Paul Steinhardt 2006 har visat att ett sådant universum skulle kunna förklara vissa problem med den kosmologiska konstanten, som vid tiden för (en) big bang, enligt vissa teorier, skulle behöva vara uppemot 10100 gånger större än de värden som verkar kunna mätas upp. En av konsekvenserna av deras arbeten är att universum skulle kunna vara minst 986 miljarder år gammalt, eventuellt till och med oändligt gammalt.